# Purcellville
Purcellville és una població dels Estats Units a l'estat de Virgínia. Segons el cens del 2000 tenia 3.584 habitants.

## Demografia
Segons el cens del 2000, Purcellville tenia 3.584 habitants, 1.253 habitatges, i 956 famílies. La densitat de població era de 583,9 habitants per km².
Dels 1.253 habitatges en un 45,8% hi vivien nens de menys de 18 anys, en un 62,1% hi vivien parelles casades, en un 11,5% dones solteres, i en un 23,7% no eren unitats familiars. En el 20% dels habitatges hi vivien persones soles el 7,8% de les quals corresponia a persones de 65 anys o més que vivien soles. El nombre mitjà de persones vivint en cada habitatge era de 2,84 i el nombre mitjà de persones que vivien en cada família era de 3,28.
Per edats la població es repartia de la següent manera: un 32,8% tenia menys de 18 anys, un 4,5% entre 18 i 24, un 33,2% entre 25 i 44, un 19,2% de 45 a 60 i un 10,3% 65 anys o més.
L'edat mediana era de 35 anys. Per cada 100 dones de 18 o més anys hi havia 86,2 homes.
La renda mediana per habitatge era de 62.108 $ i la renda mediana per família de 69.211 $. Els homes tenien una renda mediana de 50.815 $ mentre que les dones 34.808 $. La renda per capita de la població era de 24.112 $. Entorn del 2,6% de les famílies i el 4,2% de la població estaven per davall del llindar de pobresa.

## Poblacions més properes
El següent diagrama mostra les poblacions més properes.